# Montevideo (departement)
Montevideo is een departement in het zuiden van Uruguay aan de Río de la Plata. De hoofdstad van het departement is de gelijknamige stad Montevideo, dat tevens de nationale hoofdstad is.
Het departement heeft een oppervlakte van 530 km² en heeft 1.319.108 inwoners (2011). Hiermee is het het kleinste, maar ook het dichtstbevolkte departement van Uruguay. Montevideo is een van de oorspronkelijke, in 1828 gecreëerde, departementen.
Inwoners van Montevideo worden montevideanos genoemd in het Spaans.